# Koreoleptoxis tegulata
Koreoleptoxis tegulata is een slakkensoort uit de familie van de Semisulcospiridae. De wetenschappelijke naam van de soort werd voor het eerst geldig gepubliceerd in 1894 door Martens als Melania tegulata.